# Hột cải
Hột cải (Sinapis alba, còn được gọi là bạch giới tử) là một loài thực vật có hoa trong họ Cải. Loài này được L. miêu tả khoa học đầu tiên năm 1753.
Phổ biến nhất ở châu Âu, Bắc Phi, Trung Đông và Trung Á, cây có thể được tìm thấy trên toàn thế giới. Cây cũng được tìm thấy ở phía bắc xa xôi như Greenland, và được tập cho quen phong thổ trên khắp nước Anh và Ireland.
Mù tạc trắng là một cây thường niên, phát triển đến 70 cm cao với các cặp lá song song. Hạt của cây là một trong những nguyên liệu để tạo gia vị mù tạt. Thuật ngữ mù tạt trắng đề cập đến hạt có màu trắng, cũng còn được gọi là mù tạt vàng, vì hoa màu vàng của nó.
Mù tạt chứa protein, dầu béo và sinalbine glycoside (xem thành phần) và có vị cay nồng.
Mù tạc trắng là một đối tượng nghiên cứu quan trọng của sinh lý học thực vật. Nhiều phát hiện của quang hình thái (Photomorphogenesis) đã thu được, ví dụ, từ Hans Mohr và đồng nghiệp tại Viện Sinh học của Đại học Albert-Ludwigs ở Freiburg im Breisgau về loài thực vật này.